# Коряков, Василий Николаевич
Василий Николаевич Коряков (23 июля 1906, село Издешково, Смоленская губерния — 20 августа 1990, Москва) — Герой Советского Союза, участник Великой Отечественной войны.

## Биография
Василий Николаевич Коряков родился 23 июля 1906 года в селе Издешково (ныне — Сафоновский район, Смоленская область).
Окончив 9 классов, работал секретарём Издешковского сельсовета, слесарем, счетоводом в Ярославле.

## Военная служба
Василий Коряков в 1927 году был призван в ряды РККА.
В 1928 году Василий Коряков окончил военную школу спецслужб, в 1931 году — Вольскую объединённую школу лётчиков и авиационных техников, в 1932 году — Оренбургскую военную школу лётчиков.
В 1938 году Василий Коряков вступил в ВКП(б).
Принимал в боях на фронтах Великой Отечественной войны с мая 1943 года. В июле 1943 — мае 1944 — командир
235-го штурмового авиационного полка, в мае 1944 — мае 1945 — командир 91-го гвардейского штурмового авиационного полка. Воевал на Воронежском
(июль-октябрь 1943), 1-м (октябрь 1943 — сентябрь 1944) и 2-м (сентябрь 1944 — май 1945) Украинских фронтах. Участвовал в Белгородско-Харьковской и Сумско-Прилукской операциях, битве за Днепр, Киевской, Житомирско-Бердичевской, Корсунь-Шевченковской, Проскуровско-Черновицкой, Львовско-Сандомирской, Дебреценской, Будапештской, Венской, Братиславско-Брновской и Пражской операциях.
Указом Президиума Верховного Совета СССР от 18 августа 1945 года подполковнику Василию Николаевичу Корякову за умелое руководство полком в годы войны и 102 боевых вылета на уничтожение живой силы и боевой техники противника присвоено звание Героя Советского Союза с вручением ордена Ленина и медали «Золотая Звезда».
После войны до 1950 года продолжал службу в ВВС командиром штурмовых авиаполков и помощником командира штурмовой авиадивизии по лётной части (в Южной группе войск, Румыния и Одесском военном округе). В 1951 году окончил курсы усовершенствования командиров и начальников штабов авиадивизий при Военно-воздушной академии. В марте 1951 — марте 1955 находился в загранкомандировке в Болгарии в качестве военного советника командира штурмовой авиадивизии. В 1955—1961 — начальник отдела в Главном управлении кадров Министерства обороны СССР. С августа 1961 года полковник В. Н. Коряков — в запасе.

## Биография после службы
После ухода в отставку Василий Коряков жил в Москве в «Генеральском доме» (Ленинградский проспект, 75).
Василий Коряков умер 20 августа 1990 года. Похоронен в Москве на Троекуровском кладбище.

## Память
- Имя Героя носил пионерский отряд Николо-Погореловской школы Сафоновского района.
- На территории Вольского высшего военного училища тыла установлена мемориальная доска.

## Награды
- Герой Советского Союза;
- два ордена Ленина;
- четыре ордена Красного Знамени;
- орден Суворова III степени;
- орден Александра Невского;
- орден Отечественной войны I степени;
- орден Красной Звезды;
- медали.